# 나오연
나오연(羅午淵, 1932년 8월 27일~)은 대한민국의 세무공무원, 세무사 출신 정치인으로 제14·15·16대 국회의원을 역임하였다.

## 학력
- 상북국민학교 졸업
- 경남중학교 졸업
- 경남고등학교 졸업
- 부산대학교 문리과대학 경제학 학사
- 건국대학교 대학원 경제학 석사
- 건국대학교 대학원 경제학 박사

## 경력
- 1956 : 행정고시 합격
- 1967 : 부산지방국세청장
- 1968 : 국세청 조사국장
- 1969 : 서울지방국세청장
- 1971 : 재무부 세제국장
- 1973 : 전매청 차장
- 1977 : 관세청 차장
- 1979 : 재무부 세정차관보
- 1982 : 국민대학교 경제학과 교수
- 1988 : 국민대학교 경상대학 학장
- 1989 : 중소기업은행 이사장
- 1989 : 한국세무사회 회장
- 1992 : 제14대 국회의원(민주자유당)
- 1996 : 제15대 국회의원(신한국당)
- 2000 : 제16대 국회의원(한나라당)
- 2004 : 한국조세발전연구원장
- 2009 : 대한민국헌정회 정책위원회 의장
- 2012.02 ~ 2017.02 : 새누리당 상임고문
- 영산대학교 경영학과 석좌교수
- 2017.02 ~ 2020.02 : 자유한국당 상임고문
- 2020.02 ~ 2020.09 : 미래통합당 상임고문
- 2020.09 ~ : 국민의힘 상임고문
- 대한민국헌정회 정책연구위원회 분과위원회 기획재정위원장
- 대한민국헌정회 기획재정위원장

## 저서
- 2011년 : 재정·경제발전에서 남긴 작은 발자취

## 참고 자료
- 나오연 - 대한민국헌정회

## 역대 선거 결과
|  | 48.71% |

|  | 59.23% |

|  | 48.08% |

|  | 47.81% |

|  | 6.95% |

## 소속 정당
| 소속 정당 | 소속 정당  | 소속 기간 | 비고           |
| --------- | ---------- | --------- | -------------- |
|           | 민주정의당 | 1988~1990 | 정계 입문      |
|           | 민주자유당 | 1990~1995 | 합당           |
|           | 신한국당   | 1995~1997 | 당명 변경      |
|           | 한나라당   | 1997~2004 | 합당           |
|           | 무소속     | 2004~2007 | 탈당           |
|           | 한나라당   | 2007~2012 | 복당 정계 은퇴 |
|           | 새누리당   | 2012~2017 | 당명 변경      |
|           | 자유한국당 | 2017~2020 | 당명 변경      |
|           | 미래통합당 | 2020      | 합당           |
|           | 국민의힘   | 2020~현재 | 당명 변경      |

## 같이 보기
- 양산군 (1988년 선거구)
- 양산군의 국회의원
- 양산시 (선거구)
- 양산시의 국회의원
- 대한민국의 기획재정부 차관보
- 대한민국의 관세청 차장

## 가족 관계
- 배우자: 이경숙
  - 자녀: 슬하 1남 3녀
- 6촌 동생: 나동연(국민의힘 소속, 현 민선 5·6·8기 경상남도 양산시장, 전 경상남도 양산시의회 의원)